# Herbert Onslow Plumer
Herbert Charles Onslow Plumer, 1.º Vizconde Plumer (13 de marzo de 1857 - 16 de julio de 1932) fue un mayor del Ejército británico y oficial durante la Primera Guerra Mundial. Después de mandar los V Cuerpos en la Segunda Batalla de Ypres en abril de 1915, tomando el mando del Segundo Ejército en mayo de 1915 y en junio de 1917, obteniendo una victoria agobiante sobre el Ejército alemán en la batalla de Messines. Más tarde, ejerció como Comandante en Jefe del Ejército británico del Rhin y luego Gobernador de Malta, antes de convertirse en el Alto Comisionado del Mandato británico de Palestina en 1925 y retirándose en 1928.

## Carrera militar
Nació siendo el hijo de Hall Plumer y Louisa Alice Plumer (su apellido de soltera era Turnley) y fue educado en el Colegio Eton y en la Real Academia Militar de Sandhurst, siendo comisionado como teniente al 65.º Regimiento de Infantería el 11 de septiembre de 1876. Se unió a su regimiento en la India y se convirtió en el asistente de su batallón el 29 de abril de 1879. Promovido a capitán el 29 de mayo de 1882, acompañó su batallón a Sudán en 1884 como parte de la Expedición del Nilo. Plumer estuvo presente en la batalla de El Teb en febrero de 1884 y la batalla de Tamai en marzo de 1884, y fue mencionado en los informes. De 1886 hasta 1887 paso su tiempo, asistiendo a la Universidad del Estado Mayor, Camberley, antes de ser Auxiliar-Adjunto Asistente de General en Jersey, el 7 de mayo de 1890. Fue ascendido a Mayor, el 22 de enero de 1893 y enviado al 2.º Batallón del Regimiento York y Lancaster antes de ser nombrado secretario militar asistente del Oficial General al mando de Colonia del Cabo en diciembre de 1895. Viajó a Rodesia del Sur en 1896 para desarmar las fuerzas de policía locales tras la Jameson Raid y más tarde en ese mismo año volvió allí para comandar las Fuerzas de Socorro de Matabele durante la Segunda Guerra Matabele. Pasó a ser asistente adjunto de vice-general en Aldershot con promoción honoraria a Teniente coronel el 8 de mayo de 1897.
En 1899, Plumer regresó a Rodesia del Sur donde levantó un ejército de infantería montada y, habiendo sido promovido al rango sustantivo de teniente coronel el 17 de octubre de 1900,  liderando el asedio de Mafeking durante la segunda guerra bóer. Fue promovido a coronel el 29 de noviembre de 1900 y luego se le dio el mando de una fuerza mixta que capturó el vagón de tren del general Christiaan de Wet en Hamelfontein en febrero de 1901.
Plumer volvió al Reino Unido en abril de 1902, y dos meses más tarde fue recibido en audiencia por el rey Eduardo VII en su regreso. Promovido a Mayor general el 22 de agosto de 1902,  fue nombrado Comandante de la 4.ª Brigada dentro del I Cuerpo del Ejército más tarde el mismo año. Ejerció como Oficial General al mando de la 10.ª División dentro del IV Cuerpo de Ejército y Oficial general al mando del Distrito Oriental en diciembre de 1903. Pasó a ser Intendente General del Ejército en febrero de 1904, el agente General que mandaba la 7.ª División en abril de 1906 y Oficial general al mando de la 5.ª División dentro de la Orden irlandesa en mayo de 1907. Promovido a Teniente general el 4 de noviembre de 1908,  viajó siendo el General de Comandante en Jefe por el Comando Norte en noviembre de 1911.

## Primera Guerra Mundial
Tras la inesperada muerte de Sir James Grierson en su llegada en Francia en 1914, Plumer estuvo considerado para el mando de uno de los dos grupos de la Fuerza Expedicionaria Británica junto a Douglas Haig: este cargo finalmente se le dio a Horacio Smith-Dorrien. Plumer fue enviado a Francia en febrero de 1915 y dio órdenes a los V Cuerpos qué lideró en la Segunda Batalla de Ypres en abril de 1915. Estuvo al mando del Segundo Ejército en mayo de 1915 y, habiendo sido promovido a General íntegro el 11 de junio de 1915,  obtuvo una abrumadora victoria sobre el Ejército alemán en la batalla de Messines en junio de 1917. La batalla comenzó con la explosión simultánea de una serie de las minas colocadas por las Compañías Reales de Ingenieros de túneles, bajo las líneas alemanas, la cual creó 19 grandes cráteres y fue descrito como la explosión más ruidosa en la historia de la humanidad. Después de que las minas estallaran, los soldados de Plumer dejaron sus trincheras y avanzaron 3.000 yardas (2743,2 metros). Gane más victorias en la Batalla de Menin Road Ridge y la Batalla de Polygon Wood en septiembre de 1917 y la Batalla de Broodseinde en octubre de 1917 avanzando otras 5.000 yardas (4572 metros) en el proceso.

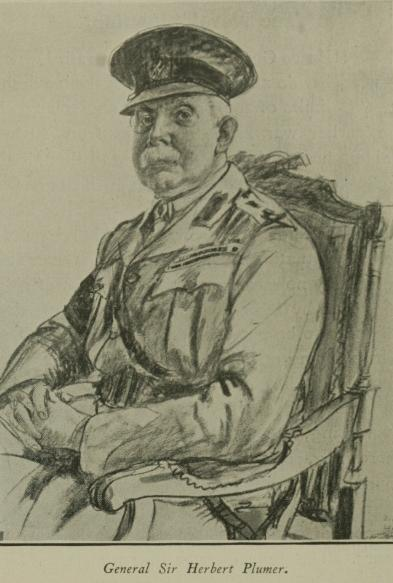
Grabado del General Plumer en tiempos de guerra

En noviembre de 1917, Plumer estuvo al mando de la Fuerza Expedicionaria Británica en camino al Frente italiano después de la batalla de Caporetto. A principios de 1918, Plumer fue buscado por Lloyd George para el cargo de Jefe del Estado Mayor Imperial en sucesión de William Robertson:  declinó la oferta. En cambio comandó el Segundo Ejército durante las etapas finales de la guerra, durante la Ofensiva de Primavera alemana y la Ofensiva de los Cien Días Aliada.

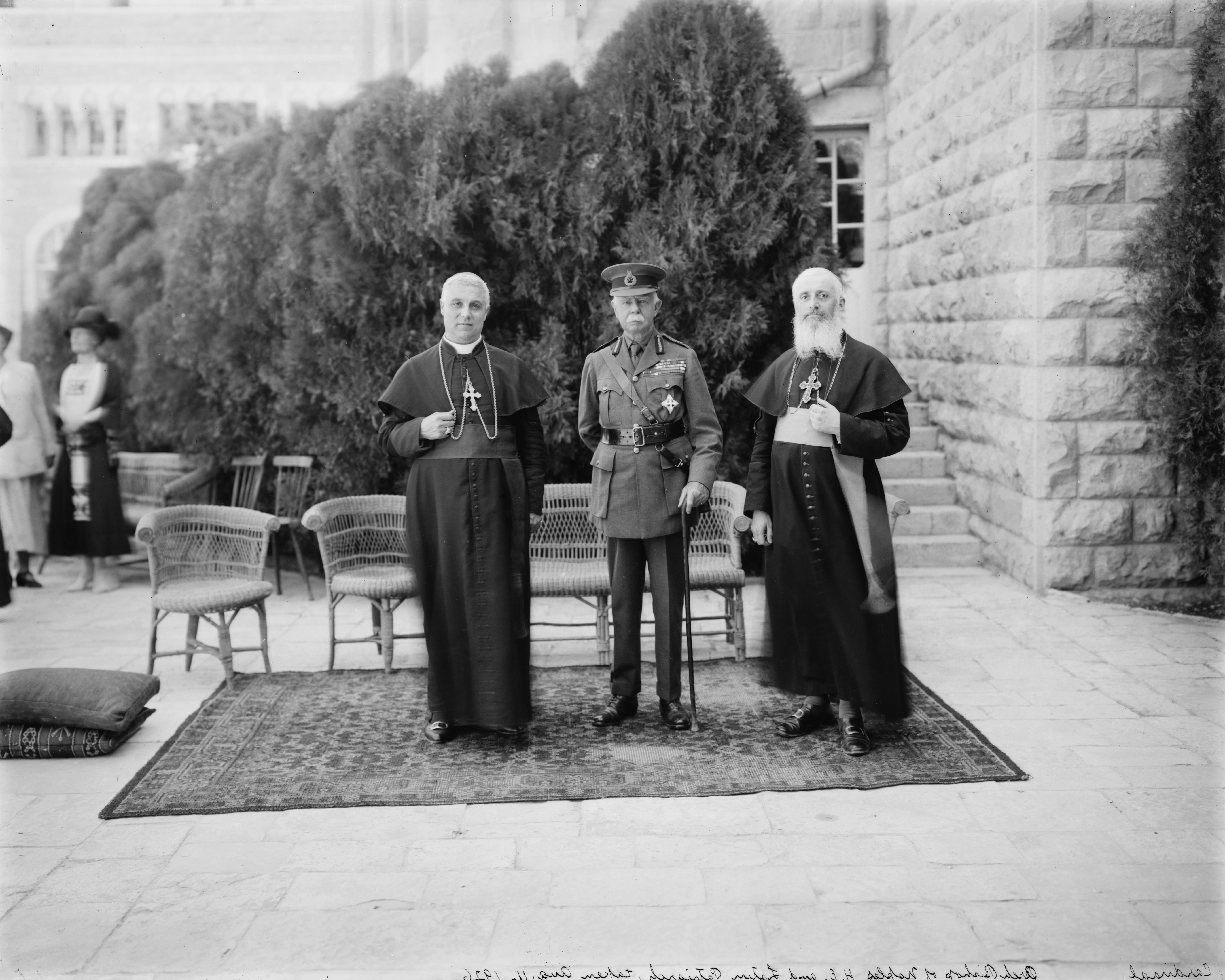
Alessio Ascalesi, Arzobispo de Nápoles, con Herbert Plumer, 1.º Vizconde Plumer, y a la izquierda, Luigi Barlassina, Patriarca Latino de Jerusalén, 11 de agosto de 1926

## Carrera posterior
Plumer ejerció como Comandante en Jefe del Ejército británico del Rin en diciembre de 1918 y Gobernador de Malta en mayo de 1919. Fue promovido a mariscal de campo el 31 de julio de 1919 y fue creado el Barón Plumer de Messines y de Bilton el 18 de octubre de 1919. En octubre de 1925 se convirtió en el Alto Comisionado del Mandato británico de Palestina. Resistió a la presión árabe para revertir los compromisos adquiridos por los británicos en la Declaración Balfour y trató con firmeza, tanto con los sionistas, que con los Nacionalistas árabes. El 24 de julio de 1927 condujo la ceremonia de inauguración para la Puerta de Menin en Ypres, Bélgica.
Fue creado Vizconde Plumer por su "destacado y extenso servicio público" el 3 de junio de 1929. Falleció en su hogar en Knightsbridge en Londres el 16 de julio de 1932 y fue sepultado en la Abadía de Westminster.

## Familia
En julio de 1884, Plumer se casó con Annie Constance Goss (1858-1941), hija de George y Eleanor Goss; tuvieron tres hijas y un hijo.

## Honores
Británicos
- Orden del Baño – 1 de enero de 1918 (KCB – 29 de junio de 1906; CB – 19 de abril de 1901)[17][18][19]
- Orden de San Michael y San Jorge – 1 de enero de 1916[20]
- Real Orden Victoriana – 14 de julio de 1917[21]
- Orden del Imperio Británico – 1924
- Venerable Orden de San Juan – 23 de junio de 1925[22]

Internacionales
- Legión de Honor (Francia) – 14 de diciembre de 1917[23]
- Croix de Guerre (Bélgica) – 11 de marzo de 1918[24]
- Croix de guerre con palma (Francia) – 11 de marzo de 1919[25]
- Medalla por Servicio Distinguido del Ejército (Estados Unidos) – 12 de julio de 1919[26]
- Orden del Sol Naciente – 21 de enero de 1921[27]

## Otras fuentes
- Harington, Señor General Charles (1935). Plumer De Messines. Murray.
- Powell, Geoffrey (1990). Plumer: El general del Soldado: Una Biografía de Campo-Mariscal Viscount Plumer de Messines. Bolígrafo y Libros de Espada Ltd. ISBN 0-85052-605-1.
- Sykes, Frank W. (1897). Con Plumer en Matabeleland: una cuenta de las operaciones del Matabeleland Fuerza de Alivio durante la rebelión de 1896. Constable & Co, Londres. ISBN 0-8371-1640-6.
- Yockelson, Mitchell Un. (2008). Tomó prestado Soldados: americanos bajo Orden británica, 1918. Universidad de Prensa de Oklahoma. ISBN 978-0-8061-3919-7.